# Contrôle technique des deux-roues motorisés en France
Le contrôle technique des deux-roues motorisés, plus communément appelé contrôle technique moto et abrégé en CT2RM, en France comme dans l'Union européenne et au Royaume-Uni, est une opération de contrôle des véhicules à moteur de catégorie L, et notamment des deux-roues motorisés. À l'instar du contrôle technique des véhicules automobiles déjà instauré depuis 1992, ce contrôle concernera notamment les motos et les cyclomoteurs. Le sujet est revenu régulièrement dans les discussions entre les associations de prévention routière, les représentants politiques et les associations d'usagers de deux-roues.
Le décret n°2023-974 du 23 octobre 2023 est publié au Journal officiel, ainsi que l’arrêté du 23 octobre 2023 qui mettent en place le contrôle technique à partir d'avril 2024.
A compter du 1er janvier 2023, les véhicules motorisés à deux ou trois roues et les quadricycles à moteur font désormais l'ojet d'un contrôle technique conformément aux dispositions de l'article R323-27 du Code de la route.
Ce contrôle concerne les véhicules motorisés (y compris les motos électriques, les speed bikes, les cyclomoteurs de moins de 50 cm3, les scooters, les quads, les side-cars et les voitures sans permis) immatriculés avant le 1er janvier 2017.
Pour les véhicules immatriculés
- entre 2017 et 2019: passage au contrôle technique en 2025 ;
- entre 2020 et 2022: passer le controle technique en 2026 ;
- après 2022: devront passer un contrôle technique au bout de 4 ans.

Principales informations sur le contrôle technique d'un véhicule motorisé à 2 ou 3 roues et quadricycle à moteur (véhicule de catégorie L) sur servicepublic.fr 

## Histoire
Le contrôle technique concernant les motos et scooters de toutes cylindrées est une question que se posent les différents acteurs de la sécurité routière depuis le début des années 2000. Ce contrôle technique ne concernerait pas les véhicules de moins de 50 cm3 pourtant très accidentogènes, peu entretenus et souvent modifiés.[source insuffisante]

### Projets non abouti
Annoncé par François Fillon en février 2010 pour les cyclomoteurs, deux-roues motorisés ne dépassant pas 50 cm3 et accessibles avec le permis AM. Sa mise en place devait être effective à compter du 1er janvier 2012 afin de réduire les chiffres de l'insécurité routière en France. Le projet n'a pas été concrétisé.
En France en 2012, l'Assemblée nationale et le Sénat ont rejeté la proposition de la Commission européenne d’intensifier le contrôle technique automobile et de mettre en place un contrôle pour les motos.
Le projet ne devrait pas être applicable avant 2022 comme l'a indiqué en 2014 le Parlement européen qui laisse la liberté à chaque État membre de légiférer sur le contrôle applicable aux deux-roues motorisés
En 2015, le Premier ministre, Manuel Valls, avait annoncé vouloir mettre en place un contrôle technique pour les deux et trois-roues motorisés en cas de revente de véhicule. Comme ils l'avaient déjà fait savoir auparavant, les motards, représentés par la Fédération française des motards en colère, ont précisé que cette obligation n’avait aucun « lien avec la sécurité routière » étant donné la différence d’attention apportée au contrôle et à l’entretien de leur motos par rapport aux conducteurs de voitures.

### Mise en place d'une règlementation
Les États membres de l'Union européenne sont tenus de mettre en place le contrôle technique pour les Deux-Roues Motorisés de 125 cm3 et plus à partir du 1er janvier 2022, par l'application de la directive européenne 2014/45/UE du 3 avril 2014 relative au contrôle technique périodique des véhicules à moteur et de leurs remorques. Cette directive autorise néanmoins une exonération "lorsque l’État membre a mis en place des mesures alternatives de sécurité routière" (Article 2.2).
Le contrôle technique est régi par la Loi codifiée à l'article L.323-1 du Code de la route.
Le 9 aout 2021, un décret signé du Premier ministre, de la ministre de l'Écologie et du ministre délégué des Transports déclare obligatoire à partir du 1er janvier 2023 le contrôle technique de tous les deux-roues, 50 cm3 et voitures sans permis compris, outrepassant le champ de la Directive qui limite l'obligation aux deux-roues motorisés de plus de 125 cm3 et dépassant la date butoir du 1er janvier 2022.
Aussitôt, Emmanuel Macron annonce sa volonté de suspendre ce décret, citant l'absence d'adhésion des Français à cette mesure dans un contexte déjà tendu de crise sanitaire, pour en préparer une nouvelle mouture à la rentrée en accord avec le Ministre des transports qui annonce par voie de presse cette suspension le 12 août 2021.
Le 3 décembre 2021, le gouvernement adresse à la Commission européenne une note indiquant sa volonté de mettre en place des mesures alternatives de sécurité routière, ce qu’autorise le droit européen.
Le 17 mai 2022, saisi de la légalité du décret du 9 août 2021 par plusieurs associations environnementalistes et anti véhicules motorisés (l'association « Ras le scoot », ainsi que les collectifs « Respire » et « Paris sans voiture ») ont d'ailleurs saisi à plusieurs reprises le Conseil d'État pour contraindre le gouvernement à mettre en place ce contrôle technique, le Conseil d'État suspend le décret, dans la mesure où la date butoir du 1er janvier 2022 de la Directive n'est pas respectée. Il estime par ailleurs qu'un calendrier de report au-delà du 1er octobre 2022 n'était pas justifié et que les mesures alternatives pour une exonération ne sont pas suffisamment matérialisées, et en tout état de cause postérieures au décret attaqué, ne peuvent assoir sa légalité.
Le 26 juillet 2022, le gouvernement publie un décret annulant le précédent décret du 9 août,.
Le lendemain, jugeant sur le fond, le Conseil d’État annule rétroactivement le décret du 9 août 2021 qu'il avait déjà suspendu en urgence le 17 mai. Cette annulation ne concerne que le calendrier, et revient donc à entériner en creux l'obligation de contrôle technique portée par le décret.
Le 31 octobre 2022, le Conseil d’État annule le décret du 25 juillet 2022, qui annulait la mise en place d'un contrôle technique, en arguant de la nécessité pour cette annulation d'une consultation du public pour des mesures qui auraient un impact sur l'environnement, et par ailleurs que les mesures alternatives prévues ne seraient pas suffisamment efficaces pour pouvoir bénéficier des conditions d'exonération prévues par la Directive, trop axées sur la protection de l'environnement et trop tardives.
Il réinstaure le décret du 9 août 2021, hormis les dispositions de calendrier,. Les associations de motards contestent sur le fond cette appréciation sur la sécurité et l'impartialité du Conseil d'État qui sous prétexte d'un retard de transposition favorise une application obligatoire du contrôle technique et écartent la possibilité d'une exonération prévue par la Directive. Le ministre délégué chargé des Transports, Clément Beaune, qui avait abrogé le précédent décret, se déclare lié par cette décision, le Conseil d'État étant la plus haute juridiction administrative
Le 1er juin 2023, le Conseil d’État donne deux mois au gouvernement pour proposer l'arrêté d'application du décret du 9 août portant obligation du contrôle technique. Le ministre délégué chargé des Transports affirme que le gouvernement appliquera cette injonction. Les premières modalités du contrôle technique sont annoncées par le gouvernement le 24 juin 2023, incluant les motorisations de 50 cm³, pour une mise en application entre le 15 janvier et 15 mars 2024, et portera à sa création sur les motos immatriculées avant le 1er janvier 2017.
Une consultation publique est ouverte qui doit servir à attirer l'attention de l'exécutif sur les difficultés de mise en place d'un tel contrôle sur un parc extrêmement hétérogène alors que la plupart des centres techniques ne sont pas formés aux spécificités de la moto.
Le décret no 2023-974 du 23 octobre 2023 est publié au Journal officiel, ainsi  que l’arrêté du 23 octobre 2023
Le contrôle technique est prévu par ce décret à partir d'avril 2024 pour les véhicules immatriculés avant le 1er janvier 2017, ceux entre 2017 et 2019 devront eux passer le contrôle technique en 2025, ceux entre 2020 et 2022 devront le passer en 2026 et ceux immatriculé après 2022 devront passer un contrôle technique au bout de 4 ans.
Les voitures sans permis, speed bikes, 50 cm3 (cyclomoteurs), scooters, quads et side-car seront eux aussi soumis à ce contrôle,,.
Le 22 décembre 2023, la FFMC rappelle ses arguments et initie à son tour un recours devant le Conseil d’État pour « attaquer le décret et l'arrêté du 23 octobre 2023 mettant en place le contrôle technique » des deux-roues motorisés en France,.
L'association appelle également au boycott des centres agréés contrôle technique des deux-roues motorisés en établissant une liste blanche des centres qui ont refusé de participer.
Le 12 mars 2025, le Conseil d'État rejette les recours dirigés contre le décret et l’arrêté finalisant la mise en place du contrôle technique obligatoire des « deux-roues ». (CE 12 mars 2025, décision no 487988  et )
Le Conseil d’État relève que « …les premiers contrôles techniques effectués depuis la mise en place de l’obligation du contrôle technique ont fait ressortir qu’une part importante des véhicules contrôlés présentaient des défaillances techniques qui menacent la sécurité des usagers : 45 % des 123.043 véhicules contrôlés entre le 15 avril et le 29 mai 2024 présentaient une ou plusieurs défaillances (mauvais état des pneumatiques, usure des plaquettes de frein, etc.), dont plus de 11 % étaient graves et comportaient un risque de sécurité... »

## Objectif et intérêt

### Sécurité routière
Pour justifier l'intérêt d'un contrôle technique, des données ont été utilisées, notamment sur la mise en place du contrôle technique des cyclomoteurs en Espagne entre 2007 et 2010,
qui ont permis de conclure à une réduction de mortalité de 18% des cyclomotoristes dans ce pays. L'avantage dans ce pays est considéré 4,73 fois supérieur au cout.
Une étude de Dekra conduite entre 2002 et 2009 suggère qu'environ 23% des motos accidentées seraient défectueuses. En Allemagne, l'inspection des véhicules de catégorie "L" trouve 13% de défauts. Par exemple, un tiers de ces défauts concerne l'éclairage, et 11% le freinage.
En Espagne, l'inspection des véhicules de catégorie "L" trouve des défauts. Par exemple, un tiers de ces défauts concerne l'éclairage, et 6% le freinage.
À l'inverse, selon l'étude MAIDS (en) (Motorcycle Accident In Depth Study), réalisée sur mille cas d’accidents de deux-roues à moteur dans cinq pays d’Europe, pilotée par l’Association des constructeurs européens de motocycles (ACEM), réalisée sur trois ans, avec le soutien de la Commission européenne, et ayant suivi une méthodologie élaborée par l’OCDE, notamment en collaboration l’INRETS, 0,7 % des accidents sont dus à une défaillance technique,,. D'autres sources précisent que les accidents liés à l'état du véhicule ne représentent que 0,3 %.

### Environnement
Le Conseil d'État explique qu'un des objectifs du contrôle technique des deux-roues motorisés est la protection de l'environnement, et en particulier la réduction de la pollution atmosphérique : « La circulation des deux-roues motorisés a des effets nocifs sur l’environnement, en termes de pollution atmosphérique et sonore, particulièrement dans les zones urbaines. Et l’obligation de contrôle technique prévue par la directive vise non seulement à améliorer la sécurité routière, mais aussi l’état de l’environnement en réduisant la pollution atmosphérique et sonore liée au mauvais état de certains deux-roues motorisés. »,.
Des militants opposés à cette mesure ont argué que la pollution en question était minime, de l'ordre de 0,5 %, mais AFP Factuel a vérifié et contredit cette affirmation, en étayant les faits que les émissions de composés organiques volatils non méthaniques (COVNM) des deux-roues motorisés représentent 19,4 % de celles du transport en général et 7,3 % de celles de monoxyde de carbone (CO), ce qui est très loin d'être négligeable et montre que ces véhicules « sont sur-représentés dans les émissions d'hydrocarbures (COVNM) et de CO (peu toxique à ces niveaux de concentration), par rapport à leur nombre en circulation », en rappelant notamment que les émissions des motos normes Euro 3 sont plus élevées que celles des voitures essence Euro 4, malgré un temps de parcours deux fois plus court en moyenne pour les motos.
Ces données ont été actualisées par un rapport sur la pollution des deux-roues motorisés publié par l'ADEME en janvier 2024, qui a confirmé que les émissions de particules restaient proches de celles des voitures et celles de CO restaient élevées pour les 125cm3, mais nuançait l'impact environnemental des deux-roues motorisés : il note en effet d'une part que les niveaux de consommation de carburant des motos thermiques avaient baissé par rapport à précédemment, et restaient nettement inférieurs à ceux des automobiles ; d'autre part, le rapport précise que les émissions de CO2 des deux-roues motorisés représentaient entre le tiers et la moitié de celles des automobiles représentatives de modèles récents, confirmant ainsi un avantage conséquent des deux-roues motorisés sur les voitures, en terme d'efficacité énergétique. En conclusion, le rapport estime que l'efficacité du contrôle technique des deux-roues motorisés devra donc être quantifiée, et anticipe qu'il ne réduira pas les émissions sonores dues à un style de conduite agressif,.

## Règlementation dans les autres pays européens
Quatre pays européens ont considéré inutile un contrôle technique des deux-roues motorisés : la Finlande, les Pays-Bas, le Danemark et l'Irlande,. La Belgique ne l'exige qu'à la revente ou si accident.
| Pays        | Véhicules                     | Initialement    | Fréquence                                 |
| ----------- | ----------------------------- | --------------- | ----------------------------------------- |
| Allemagne   | L3e/L4e/L5e/L7e               |                 | 2 ans                                     |
| Espagne     | moto/cyclomoteur              | 4 ans ou 3 ans  | 2 ans                                     |
| Belgique    | moto/cyclomoteur              |                 | revente/accident                          |
| Italie      | deux-roues motorisés          |                 | 2 ans                                     |
| Autriche    |                               | 3 ans           | 2 ans puis 1 an                           |
| Bulgarie    |                               |                 | 2 ans                                     |
| Croatie     |                               | 2 ans           | 1 an                                      |
| Chypre      | Pas de contrôle               | Pas de contrôle | Pas de contrôle                           |
| Danemark    | Pas de contrôle               | Pas de contrôle | Pas de contrôle                           |
| Estonie     |                               | 3 ans           | trois fois chaque 2 ans puis chaque année |
| Finlande    | Pas de contrôle               | Pas de contrôle | Pas de contrôle                           |
| Grèce       | deux et trois-roues motorisés | 4 ans           | 2 ans ou                                  |
| Irlande     | Pas de contrôle               | Pas de contrôle | Pas de contrôle                           |
| Lettonie    |                               |                 | 2 ans                                     |
| Lituanie    |                               | 3 ans           | 2 ans                                     |
| Luxembourg  | 4                             | 2 et 1          |                                           |
| Malte       | Pas de contrôle               | Pas de contrôle | Pas de contrôle                           |
| Pays-Bas    | Pas de contrôle               | Pas de contrôle | Pas de contrôle                           |
| Pologne     |                               | 3 ans           | 2 ans puis 1 an                           |
| Portugal    | Pas de contrôle               | Pas de contrôle | Pas de contrôle                           |
| Tchéquie    |                               | 4 ans           | 2 ans                                     |
| Roumanie    |                               |                 | 2 ans                                     |
| Slovaquie   |                               | 4 ans           | 2 ans                                     |
| Slovénie    |                               | 4 ans           | 2 ans                                     |
| Suède       |                               | 2               |                                           |
| Hongrie     |                               | 4 ans           | 2 ans                                     |
| Royaume-Uni |                               | 3 ans           | 1 an                                      |

### Allemagne
Contrôle technique des motos chaque deux ans :
- contrôles généraux : certificat d'immatriculation (carte grise) homologation des pneus, plaque d'usine, numéro de châssis, rétroviseurs, indicateur de vitesse, plaque d'immatriculation ;
- éclairage : réflecteurs des lampes, fonctionnement feux et voyants lumineux, oxydation des réflecteurs des phares, éclairage uniforme, interrupteurs, batterie, klaxon, connexions électriques, câbles électriques, bougies d'allumage ;
- direction : souple et sans points d'arrêt, guidon, poignées du guidon ;
- freins : système de freinage, liquide de frein, étanchéité et ventilation, freins libres, réserve de course ;
- roues et pneumatiques : profondeur de sculpture, taille et désignation du pneu, direction de roulement, dommage, jantes, essieux des roues ;
- entraînement, châssis, cadre et pièces d'ancrage (divers points) ;
- gaz et bruit : système d'échappement, bruit[48].

### Espagne
En Espagne, le contrôle technique (ITV) est obligatoire sur une moto après quatre ans, et sur un cyclomoteur après trois ans après son immatriculation ; ensuite l'inspection se fait tous les deux ans.
L'Espagne est doté de contrôle communs : contrôle du bruit, verrouillage antivol du guidon, poignées, carénage, béquille. D'autres mesures sont spécifiques :
- motocycles : essai d’émission de CO (gaz polluant) ;
- cyclomoteurs : test de vitesse maximum autorisée de 45 km/h[49].

### Belgique
En Belgique, le contrôle technique n'est obligatoire qu'à la revente ou en cas d'accident.

## Accusations de conflits d'intérêt
Par ailleurs, une moto est en moyenne révisée tous les 6 000 km, contre 30 000 km pour une voiture. Plusieurs médias, dont France 2 dans un reportage du magazine Envoyé spécial, et Europe 1 dans une enquête réalisée Dimitri Pavlenko, mentionnent le lien problématique entre des décisions en faveur du contrôle technique prises au niveau de l'Union européenne et un acteur commercial majeur du contrôle technique en Europe, la multinationale Dekra. Cette entreprise pratiquant notamment le lobbying auprès de députés français en vue de la mise en place d'un contrôle technique à destination des deux-roues motorisés,.
Des fédérations opposées au contrôle technique des deux-roues motorisés (la Fédération française de motocyclisme, la Fédération française des motards en colère et le Codever) ont dénoncé en février 2023 ce qu'elles considèrent comme des conflits d’intérêt de la part des associations (Respire, Ras-le-scoot et Paris sans voitures) qui ont saisi à plusieurs reprises le Conseil d’État pour contraindre le gouvernement à mettre en place ce contrôle technique : elles considèrent qu'elles sont motivées par une ambition commerciale et pas seulement par des objectifs écologistes parce que l’association Respire est subventionnée par la société LIME qui loue des trottinettes et des vélos électriques, parce que le fondateur et porte-parole de l’association Ras-le-scoot gère des commerces de bicyclettes et parce que Paris sans voitures a reçu des subventions de la Mairie de Paris et ne publie pas ses comptes,,.